# Slovenske Predalpe
Slovenske Predalpe (tudi predalpski svet) so sredogorje oz. skupina pogorij v Sloveniji, ki geografsko gledano spadajo v Vzhodne Alpe (bolj natančno v Južne apneniške Alpe). Največji del se nahaja v osrednjem delu severa države.

## Geografija
Glede na SOIUSA (International Standardized Mountain Subdivision of the Alps) so Slovenske Predalpe območje Alp, klasificirane kot del Vzhodnih Alp, njenega območja Južnih apneniških Alp, ter njene sekcije Slovenskih Predalp s kodo II/C-36.

### Porazdelitev
Razdeljene so v naslednja območja:
- Zahode slovenske Predalpe - SOIUSA code:II/C-36.I
- Vzhodne slovenske Predalpe - SOIUSA code:II/C-36.II
- Severovzhodne slovenske Predalpe - SOIUSA code:II/C-36.III

Dve izmed skupin vsebujeta po eno pogorje, zadnja pa se deli na dva dela.

#### Zahodne Slovenske Predalpe
Pod to skupino spadajo: Škofjeloško, Polhograjsko, Cerkljansko in Rovtarsko hribovje. Najvišji vrh je Altemaver (1678 metrov).

#### Vzhodne Slovenske Predalpe
Območje Posavskega hribovja. Najvišji vrh je Kum (1220 metrov).

#### Severovzhodne Slovenske Predalpe
Vanje uvrščamo Pohorje in Strojno, najvišji vrh je Črni vrh (1543 metrov).

### Deset najvišjih vrhov
| Ime                     | Skupina              | Višina |
| ----------------------- | -------------------- | ------ |
| Altemaver (Ratitovec)   | Škofjeloško hribovje | 1678 m |
| Gladki vrh (Ratitovec)  | Škofjeloško hribovje | 1667 m |
| Kremant (Ratitovec)     | Škofjeloško hribovje | 1654 m |
| Kosmati vrh (Ratitovec) | Škofjeloško hribovje | 1643 m |
| Porezen                 | Cerkljansko hribovje | 1630 m |
| Blegoš                  | Škofjeloško hribovje | 1562 m |
| Kačji rob (Ovharn)      | Škofjeloško hribovje | 1552 m |
| Črni vrh                | Pohorje              | 1543 m |
| Velika Kopa             | Pohorje              | 1542 m |
| Žbajnek                 | Škofjeloško hribovje | 1538 m |